# ㆁ
ㆁ是一个朝鲜语谚文字母，为辅音字母，现已废弃不用。
ㆁ在训民正音创制时使用，在中古朝鲜语中读音为软颚鼻音ŋ。此音节作为初声使用时用ㆁ表记，作终声时则用另一个外观相似的字母ㅇ来表记。在朝鲜语的吏读中对应汉语三十六字母中的疑母和喻母。
大约在16世纪末期，初声ŋ从朝鲜语中脱落消失。在1933年日本殖民政府颁布的《朝鮮語綴字法統一案》中，该字母被废除，并入ㅇ并延续至今。

## 字符編碼
| 種類                | 種類         | 用途   | Unicode | HTML     |
| ------------------- | ------------ | ------ | ------- | -------- |
| 諺文相容字母        | 諺文相容字母 | ㆁ     | U+3181  | &#12673; |
| 諺文字母 應用       | 初聲         |        | U+114C  | &#4428;  |
| 諺文字母 應用       | 終聲         |        | U+11F0  | &#4592;  |
| 漢陽私人 使用區應用 | 初聲         |        | U+F7E7  | &#63463; |
| 漢陽私人 使用區應用 | 終聲         |        | U+F8E0  | &#63712; |
| 半形字母            | 半形字母     | （無） | （無）  | （無）   |